# Gregorstag
Der Gregorstag (auch Gregoriustag) ist der 12. März.
Der Gregorstag gilt als Gedenktag für einen der vier großen lateinischen Kirchenväter, und zwar für den Papst Gregor I. (den Großen), der am 12. März 604 in Rom gestorben ist. Seit der Reform des Römischen Kalenders (1. Januar 1970) feiern verschiedene Glaubensrichtungen den Gregorstag am 3. September, dem Tag seiner Bischofsweihe 590. Für die Orthodoxen Christen, die Evangelische Kirche in Deutschland (EKD) sowie die größte lutherische Glaubensgemeinschaft in den USA, die Evangelisch-Lutherische Kirche in Amerika (ELCA), gilt der 12. März nach wie vor als der Gregorstag. In der Armenischen Apostolischen Kirche ist der 13. März dafür angesetzt. Die Römisch-katholische und die Anglikanische Kirche wie auch die Lutheran Church – Missouri Synod (LC-MS) in den USA feiern ihn am 3. September.
Auf den Färöer-Inseln hat der Tag eine symbolische Bedeutung. Er heißt hier Grækarismessa und wird feierlich mit Beflaggung als Frühlingsanfang am 12. März begangen. Eine alte Volksweisheit benutzt das Bild sich vom Eisverbund lösender Schollen als Vorboten des Frühlings. Diese sollen am Gregorstag erstmals zu sehen sein. Desgleichen werden die Störche aus ihren südlichen Winterquartieren zurückerwartet. Die „Halligstörche“ genannten Austernfischer, um deren Erstbeobachtung sich ein Aberglaube rankt, sind seit dem 19. Jahrhundert das Nationalsymbol der Insel. Dem einheimischen Naturschützer und Schriftsteller Sverre Patursson ist die Einführung dieses Gedenktages im Jahre 1943 zu verdanken.
Als Wetterregeln gelten:
- „Am Gregorstag schwimmt das Eis ins Meer.“
- „Weht am Gregoriustag der Wind, noch vierzig Tage windig sind.“[1]